# Жагуаруна
Жагуаруна (порт. Jaguaruna) — муниципалитет в Бразилии, входит в штат Санта-Катарина. Составная часть мезорегиона Юг штата Санта-Катарина. Находится в составе крупной городской агломерации Агломерация Тубаран. Входит в экономико-статистический микрорегион Тубаран. Население составляет 20 024 человек на 2024 год Занимает площадь 329,37 км²., плотность населения — 60,8 чел./км²..

## История
Город основан 6 января 1891 года.

## Население
| 2000   | 2010    | 2020    | 2021    | 2022    |
| ------ | ------- | ------- | ------- | ------- |
| 14 613 | ↗17 290 | ↗20 288 | ↗20 547 | ↘20 375 |

## Инфраструктура

### Экономическое развитие
- Валовой внутренний продукт на 2003 составляет 105.445.501,00 реалов (данные: Бразильский институт географии и статистики).
- Валовой внутренний продукт на душу населения на 2003 составляет 6.852,01 реалов (данные: Бразильский институт географии и статистики).
- Индекс развития человеческого потенциала на 2000 составляет 0,793 (данные: Программа развития ООН).

## Транспорт
Региональный аэропорт Жагуаруна.